# Acremma subindicata
Acremma subindicata is een vlinder van de familie van de spinneruilen (Erebidae). De wetenschappelijke naam van deze soort is voor het eerst voorgesteld als Corgatha subindicata door George Hamilton Kenrick in een publicatie uit 1917.
De soort komt voor op Madagaskar.